# 만다야교
만다야교(영어: Mandaeism, 만다야어: Mandaiuta, 아랍어: مندائية Mandā'iyya[*], 페르시아어: مندائیان Mandâ'iyân)는 이원론적 세계관을 가진 유일신교적 영지주의 종교이다. 만다야교인들은 아담, 아벨, 셋, 에노스, 노아, 셈, 아람을 존경하였으며 특히 세례자 요한을 존경하였다. 만다야교인들은 이슬람의 확장 이후로는 꾸란에 등장하는 사비교인과 동일시되고는 하였으며 오늘날에도 이라크에서는 사비교(Sabians)라는 명칭으로 불리고 있다. 그러나 사실 만다야교는 마니교와 함께, 현전하지 않는 종교인 사비교와는 별개의 독립적인 종교였을 것으로 여겨지고 있다. 신자들은 만다야인이라는 민족종교집단을 이룬다.
역사적으로 만다야교의 신자들이 주로 거주한 곳은 카룬강 · 유프라테스강 · 티그리스강의 하류 지역과 샤트알아랍강의 수로 주위의 지역으로, 지금의 이라크 남부의 일부 지역과 이란의 후제스탄주이다. 전 세계적으로는 약 6~7만 명의 만다야교 신자가 있다고 추산된다. 2003년의 이라크 전쟁 때까지는 대부분의 만다야교인들이 이라크에 거주하였다. 이라크 전쟁이 발발한 후 많은 이라크 만다야교인들이 전쟁의 소란과 테러리즘을 피하기 위해 이라크를 떠났다. 2007년에 이르러서는 이라크의 만다야교인의 수는 약 5,000 명 수준으로 크게 감소되었다. 이라크 만다야교인들 중 대다수가 피난하여 이주한 곳은 이란이었으며, 이보다 훨씬 적은 수의 교인들이 시리아와 요르단으로 피난하였다. 또한 극히 소수의 교인들이 스웨덴 · 오스트레일리아 · 미국 및 다른 서양 국가들로 유입되었다.
역사적으로 만다야교인들은 분리 및 비공개적인 상태를 유지하였으며 만다야교와 만다야교인들에 대해 알려진 내용은 주로 외부인들을 통해 알려진 것들이다. 특히 제이 하인리히 피터만, 니콜라스 시오우피, 드로워 여사(E.S. Drower) 등과 같은 동양학자들에 의해 알려졌다. 성공회 신부인 피터 오웬 존스는 자신이 진행을 맡은 BBC의 방송 연재물 "세계의 80 종교(Around the World in 80 Faiths)"에서 오스트레일리아 시드니에 존재하는 만다야교 그룹을 짧은 단편으로 소개하였다.

## 교의
만다야교는 특정한 종교적 신조와 교의 체계보다는 일반적인 전승에 더 많이 기반하고 있다. 만다야교의 신앙 체계에 대한 기본 안내서 또는 교리서는 존재하지 않는다. 만다야교의 성전(聖典)은 그 규모가 상당히 방대하다. 그러나 종말론 · 신론 · 사후세계 등의 종교적 주제들이 비체계적인 형태로 다루어져 있으며, 성직자를 제외할 경우 이들 주제들에 대해 잘 알고 있는 일반 신자들은 소수이다.

### 기본 교의
드로워 여사는 만다야교의 나스티시즘 가르침은 다음과 같은 9가지 특징을 가지며, 이들 특징들은 다른 나스틱파들에게서 여러 다양한 형태로 나타난다고 하였다:
1. 무형상의 지고한 존재: 이 존재가 시공간 속에서 나타날 때 영계(spiritual world), 에텔계(etheric world), 물질계(material world)와 이들 세계의 제 존재들을 창조하는 것으로 나타난다. 이 세계들을 창조하는 행위 자체는 이 존재가 창조권을 위임한 해당 세계의 단수 또는 복수의 창조자 또는 조물주에 의해 이루어진다. 물질 우주는 원형 인간(Archetypal Man)에 의해 창조되었는데, 원형 인간은 자신의 모습을 본떠 물질 우주를 창조하였다.
2. 이원론: 우주적인 아버지와 어머니, 빛과 어둠, 좌와 우를 비롯한 대대(對對)의 쌍들인 시즈지(syzygy)들이 우주적 측면과 소우주적 측면에서 존재한다.
3. 이데아의 세계: 이러한 이원론의 한 특징으로 물질 세계의 만물의 원형으로서의 이데아의 세계(world of ideas) 즉 지고한 존재의 생각의 세계가 존재한다.
4. 고급계로부터 실락하여 물질계에 속박되어 있는 영혼: 인간의 영혼은 고급계로부터 실락하여 물질계에 속박된 상태에 처해 있다고 본다. 인간의 영혼이 결국에 되돌아가야 할 고향은 지고한 존재 그 자체라고 가르친다.
5. 별과 행성의 영향력: 별들과 행성들이 인간의 운명에 영향을 미치며 또한 이것들은 사후에 영혼이 구금되는 장소이기도 하다.
6. 단수 또는 복수의 구세주 영: 각 영혼이 삶의 여정을 가는 동안 그 영혼을 돕는 단수 또는 복수의 구세주 영(saviour spirits)이 있다. 또한 이들은 사후에 그 영혼이 '빛의 세계들(worlds of light)'로 여행하는 것을 돕는다.
7. 상징과 은유의 컬트 종교적 언어: 지고한 존재의 이데아들(ideas: 생각들)과 특질들이 의인화되어 표현되어 있다.
8. 신비 의식(Mysteries): 영혼을 돕고 정화시키며, 영체(spiritual body)로의 재탄생(rebirth)을 가능하게 하고, 물질 세계로부터 고급계로 상승할 수 있게 하기 위한 성례전으로서의 '신비 의식(Mysteries)'이 존재한다. 많은 경우, 이 신비 의식들은 계절 마다 행하던 기존의 전통적인 의식에 밀교적인 해석을 더하여 재구성한 것이다. 노쯔림(Notzrim)의 경우, 이러한 해석은 창조 이야기(위의 1과 2 항목 참조)에 기반하는데, 특히 왕관을 받고 기름부음을 받은 사제왕(Priest-King)으로서의 아담(Adam), 즉 신성 인간(Divine Man)에 대한 교의에 기반한다.
9. 엄격한 비밀 준수: 만다야교의 비전가들(initiates) 또는 입문자들에게는 엄격한 비밀 준수가 명해진다. 위의 1의 지고한 존재, 2의 이원론의 대대(對對)의 시즈지들, 8의 신비 의식에 대한 상세하고 완전한 해설은 이러한 신비 가르침(gnosis, 그노시스)을 알아듣고 그 비밀을 엄수할 수 있다고 여겨지는 사람들에게만 전수된다.

만다야교에서는 결혼과 출산이 가치로운 것이라고 믿으며 이 세상에서 윤리적이고 도덕적인 삶을 사는 것이 중요하다고 믿는다. 그리고 가족 생활에 높은 중요성을 부여한다. 때문에 만다야교인들은 성직자의 독신 생활(celibacy)이나 금욕 생활(asceticism)을 행하지 않는다. 그러나 만다야교인들은 술과 같은 강한 음료나 소·양·돼지고기 등의 삶았을 때 살이 붉은 고기(red meat)를 삼간다. 만다야교는 다른 나스티시즘 분파들과 마찬가지로 물질 세상이 행성의 아르콘들(archons)에 의해 지배되고 있는 '감옥(prison)'이라는 견해를 가지고 있다. 그러나 이 감옥이 잔인하며 사람이 살기 힘든 곳이라고 보지는 않는다.

## 경전

#### 긴자 라바

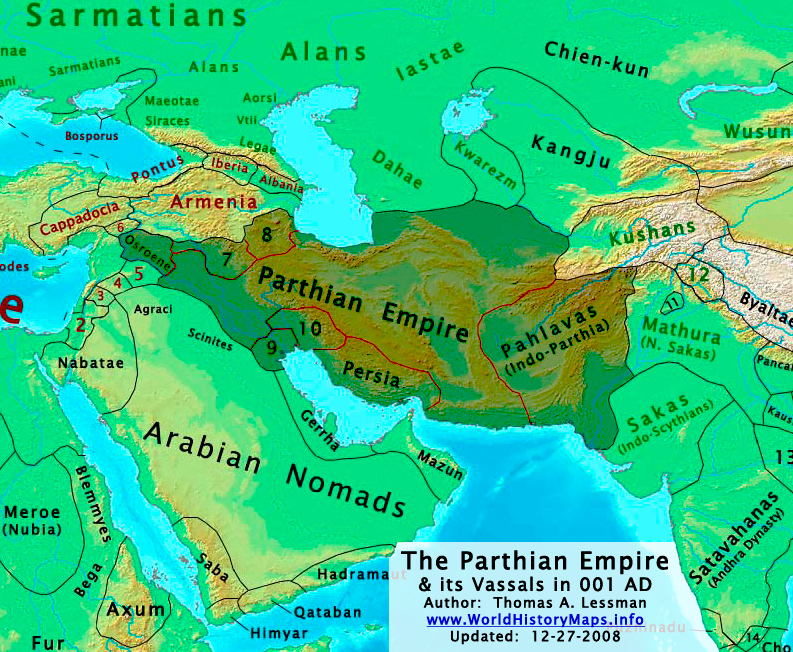
AD 1년의 파르티아 제국(Parthian Empire: BC 247 - AD 224)

만다야교에는 경전 대전집들이 있다. 이들 중 가장 중요한 것은 《긴자 라바(Genzā Rabbā)》로 간단히 《긴자(Genzā)》라고도 하며 다른 이름으로는 《아담의 서(Book of Adam)》라고도 한다. 《긴자 라바》는 만다야교의 역사 · 신학 · 기도의 집성이다. (독일어 번역본을 여기에서 다운로드할 수 있다).
《긴자 라바》는 《좌긴자(Genzā Smālā · Left Ginza)》와 《우긴자(Genzā Yeminā · Right Ginza)》의 두 부분으로 나뉘어 있다. 조룬 제이 버클리(Jorunn J. Buckley)는 《좌긴자》의 판권지들을 조사하여 기원후 2세기 후반 또는 3세기 초까지 사본 제작자들의 계통이 중단없이 이어져 내려 왔다는 것을 확인하였다. 이 판권지들은 최소한 파르티아 제국(247 BC–AD 224)의 후반기에는 파르티아 제국 내에 만다야교가 존재했다는 것을 증명하고 있다. 이는 "하란 가웨타(Harrān Gāwetā)" 전설에 의해서도 뒷받침되는 사실이다. 이 전설에 따르면 만다야교인들은 기원후 1세기의 예루살렘 파괴 후에 유대 땅을 떠나 파르티아 제국에 정착했다고 전해지고 있다. 이후, 비록 《긴자》는 사산 왕조(224–651)와 이슬람 제국들(632-1923)의 통치 하에서도 점진적으로 발전 및 변화되어가기는 하였으나, 《긴자》에 포함된 문헌들 중 이전 시대만큼의 광범위한 연속성이 있다고 주장할 수 있는 문헌은 소수인 것으로 여겨지고 있다.

#### 콜라스타
다른 중요한 문헌으로는 《만다야교의 기도 정전(Canonical Prayerbook of the Mandaeans)》이라고도 불리는 《콜라스타(Qolastā)》가 있다. 《콜라스타》는 드로워 여사(E.S. Drower)에 의해 영문으로 번역되었다. (이 영문 번역의 많은 내용이 여기에 있다).

#### 드라사 드 이아히아
평신도와 비전가 모두에게 접근 가능한 만다야교의 다른 주요 성전들 중의 하나로 《세례자 요한의 서(The Book of John the Baptist)》라고도 불리는 《드라사 드 이아히아(Draša d-Iahia)》가 있다. 여기서 "이아히아(Iahia)"는 세례자 요한을 가리키는 이름이며, 이 문헌에는 세례자 요한과 예수의 대화가 수록되어 있다. (이 문헌의 영문 번역본은 여기에서, 독일어 번역본은 여기에서 다운로드할 수 있다.)

#### 기타 성전
《긴자》·《콜라스타》·《드라사》 이외의 성전(聖典)으로는 영혼이 승천할 때 통과하는 복수의 계 또는 영역에 대한 설명을 담고 있는 《디반(Dīvān)》과 "황도대 궁도들의 서(Book of the Zodiacal Constellations)"라고도 불리는 《아스파르 말와쉐(Asfar Malwāshē)》가 있다. 마지막으로, 아람어 주문 대접(Aramaic incantation bowls)과 같은 만다야교의 글과 명문(銘文)이 기록되어 있는 이슬람 제국 시대(632-1923) 이전의 얼마간의 아티팩트들이 있다.

#### 사용 언어
만다야교의 종교적 문헌에 사용된 원래 언어는 만다야어(Mandaic)인 것으로 알려져 있다. 만다야어는 아람어 어족의 방언들 중 하나이며, 기록 문자는 파르티아 제국의 정부 문헌 기록용 문자(chancellory script)의 필기체이다. 만다야교에서 대부분의 평신도들은 이 언어를 사용하지 않으며, 다만, 이란에 거주하고 있는 만다야교 공동체의 일부 신자들만이 (약 5,000명의 이란계 만다야교인들 중에서 약 300–500명 정도) 만다야어의 현대어인 신만다야어(Neo-Mandaic)을 사용하고 있는 상태이다.

## 같이 보기
- 사도 시대
- 제2성전 유대교

## 참고 문헌
- (영어) Buckley, Jorunn Jacobsen. 2002. 《The Mandaeans: Ancient Texts and Modern People》. Oxford: Oxford University Press.
- (영어) Buckley. J.J. "Mandaeans" in 《Encyclopædia Iranica》
- (영어) Drower, Ethel Stefana. 2002. 《The Mandaeans of Iraq and Iran: Their Cults, Customs, Magic Legends, and Folklore》 (reprint). Piscataway, NJ: Gorgias Press.
- (영어) Newmarker, Chris, Associated Press article, "Faith under fire: Iraq war threatens extinction for ancient religious group" (headline in 《The Advocate》 of Stamford, Connecticut, page A12, February 10, 2007)
- (영어) Petermann, J. Heinrich. 2007. 《The Great Treasure of the Mandaeans》 (reprint of 《Thesaurus s. Liber Magni》). Piscataway, NJ: Gorgias Press.
- (영어) Segelberg, Eric, 1958. 《Maşbūtā. Studies in the Ritual of the Mandæan Baptism》. Uppsala
- (영어) Segelberg, Eric, 1970. "The Ordination of the Mandæan 〈tarmida〉 and its Relation to Jewish and Early Christian Ordination Rites", in 《Studia patristica》 10.
- (영어) Yamauchi, Edwin. 2004. 《Gnostic Ethics and Mandaean Origins》 (reprint). Piscataway, NJ: Gorgias Press.